# Lampsilis ochracea
Lampsilis ochracea är en musselart som beskrevs av Thomas Say. Lampsilis ochracea ingår i släktet Lampsilis och familjen målarmusslor. Inga underarter finns listade i Catalogue of Life.